# منظمة أخصائيي التغذية في كندا
منظمة أخصائيي التغذية في كندا (دي سي) (بالإنجليزية: Dietitians of Canada) هي منظمة مهنية و "صوت وطني هائل لأخصائيي التغذية في كندا باعتبارها منظمة نشطة على المستوى المحلي والإقليمي والوطني والدولي. وتضم 6000 عضو من الذين يستوفون معاييرهم الأكاديمية وخبراتهم المهنية. مجموعة دي سي هي الجهة المعتمدة لجميع برامج الجامعة والتدريب، التي يقوم أخصائي التغذية المعتمدين بممارستها في كندا.